# Friedrich Schiller
Pour les articles homonymes, voir Schiller.
Œuvres principales
- Les Brigands (1781)
- Cabale et Amour (1783)
- Ode à la joie (1785)
- Don Carlos (1787)
- Du sublime (1798)
- Guillaume Tell (1804)

Compléments
- Proche collaborateur de Johann Wolfgang von Goethe

Friedrich (von) Schiller est un poète, écrivain et théoricien de l'esthétique, né le 10 novembre 1759 à Marbach am Neckar et mort le 9 mai 1805 à Weimar.
Il fait partie des grands classiques de la langue allemande. D'abord célèbre pour ses pièces de théâtre, il est aussi l'auteur de nombreux poèmes et ballades devenus des incontournables du patrimoine littéraire allemand. À cette œuvre poétique et théâtrale s'ajoutent des essais philosophiques traitant de questions esthétiques et sociales, en particulier La Grâce et la Dignité et les Lettres sur l'éducation esthétique de l'homme, qui influenceront l'idéalisme tout autant que le romantisme allemand. Il enseignera aussi l'histoire, mettant en avant l'idée d'une « histoire universelle ». Son amitié avec Johann Wolfgang von Goethe, autre figure centrale de la culture allemande, marque fortement la fin de sa vie et de son œuvre.

## Biographie
Johann Christoph Friedrich Schiller est né en 1759 à Marbach am Neckar, dans le Saint-Empire romain germanique, d’un père militaire dans les armées du Wurtemberg Johann Kaspar Schiller (1723-1796)[réf. souhaitée]. Quelques années plus tard, vers 1766, sa famille s’installe à Louisbourg et y reste jusqu’en 1780. Bien qu’il passe son enfance et sa jeunesse dans une certaine pauvreté, il attire l’attention du duc de Wurtemberg, Charles-Eugène, qui lui propose d'intégrer les rangs de l'établissement qu'il a créé, la Karlsschule. En 1773, Schiller commence à étudier le droit puis, à partir de 1775, la médecine.
En 1780, il écrit son Diplomarbeit (Thèse de fin d'études qui est présenté à un jury) et devient médecin militaire à Stuttgart. En 1781, il publie Les Brigands anonymement et ses relations avec le duc de Wurtemberg se tendent. En 1782, Schiller, médecin militaire, se retrouve en détention quelques jours à Asperg pour cause d’éloignement non autorisé (presque de la désertion). Il était allé assister à Mannheim, ville de l'Électorat de Palatinat, à la représentation de sa pièce Les Brigands sans autorisation. 
En 1783, il travaille comme bibliothécaire et obtient un contrat jusqu’en 1785 comme poète de théâtre à Mannheim au service de l'électeur Charles-Théodore de Bavière. À partir de 1784, et durant plusieurs mois, il entretient avec Charlotte von Kalb une relation placée sous l'angle de la passion, dont témoigne leur correspondance.
Pendant quelques années, il déménage souvent : Leipzig et Dresde (Électorat de Saxe), puis Weimar (Duché de Saxe-Weimar), sous la protection du duc Charles-Auguste de Saxe-Weimar-Eisenach, où il rencontre pour la première fois Goethe en 1788. Demeurant dans le duché, à la fin de cette année, il décroche une place de professeur d’histoire et philosophie à Iéna où il s’installe l’année suivante. Il écrit des œuvres historiques. Il sympathise alors avec un autre personnage célèbre de son temps : Wilhelm von Humboldt.

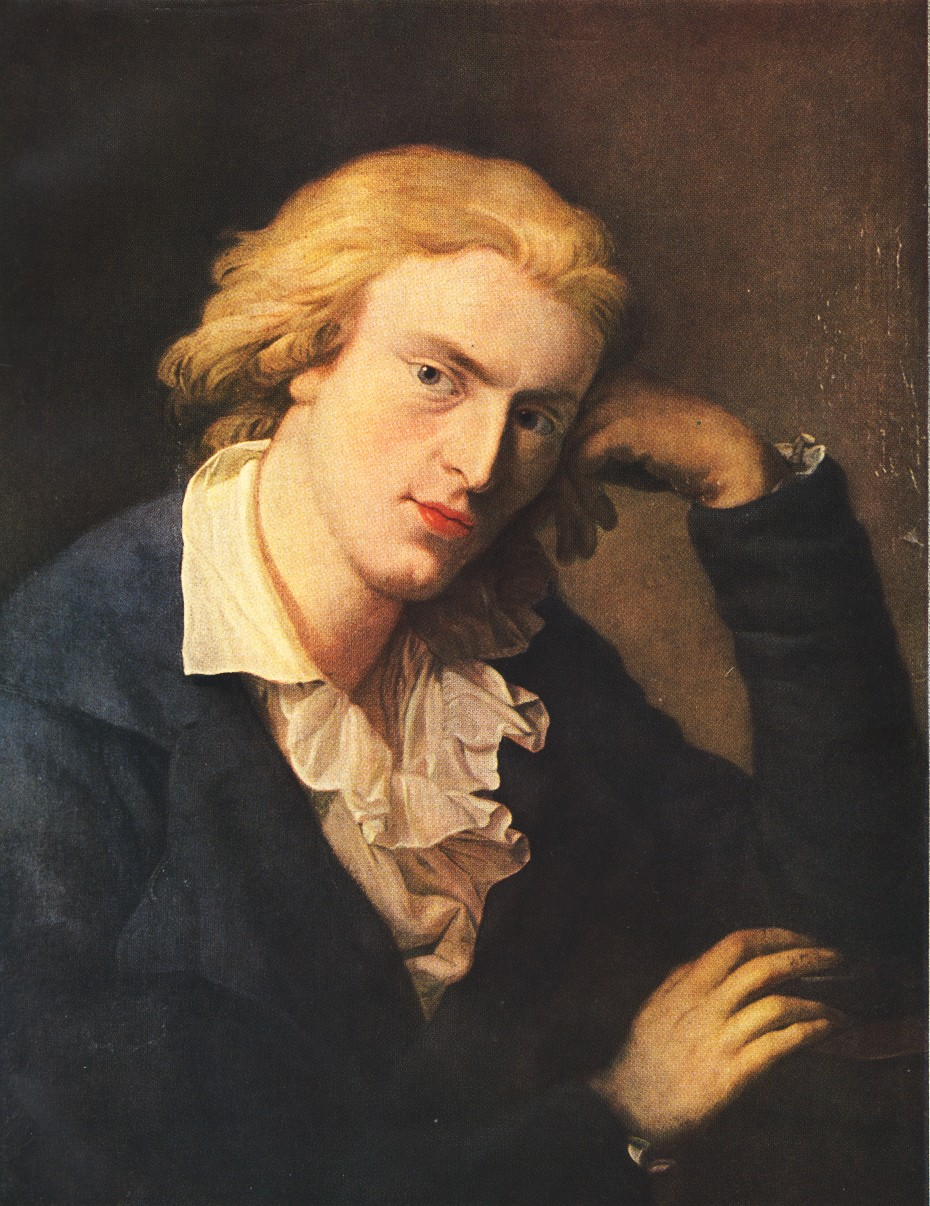
Schiller (Graff, 1785)

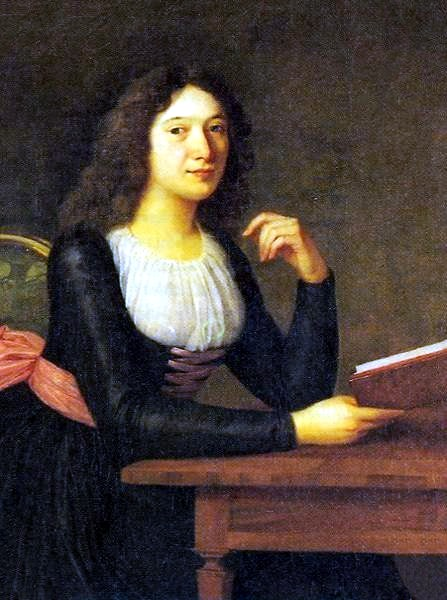
Charlotte von Lengefeld

En 1790, il épouse Charlotte von Lengefeld (1766-1826) (sœur de Caroline von Beulwitz), avec qui il aura quatre enfants. En 1791, il devient pensionnaire du prince Frédéric-Christian II de Schleswig-Holstein-Sonderbourg-Augustenbourg. En 1794, Goethe le pousse à écrire pour le journalisme satirique. Il réprouve également l'adultère et le remariage de sa belle-sœur avec son ami Wilhelm von Wolzogen.
En 1798, il apprend que, depuis six ans (le 26 août 1792), la France de la Révolution française lui a accordé la citoyenneté française, à la suite de ses nombreux écrits contre les tyrans.
En 1799, il retourne à Weimar où Goethe le convainc d’écrire de nouvelles pièces de théâtre. Il prend avec Goethe la direction du théâtre de la Cour ducale qui se place très vite à la pointe de la scène théâtrale allemande, permettant une renaissance du genre dramatique. En 1802, il est anobli : la particule von est ajoutée à son nom. Il reste à Weimar jusqu’à sa mort de la tuberculose, à l'âge de 45 ans.
Depuis 1934, l'université d'Iéna porte le nom de Friedrich-Schiller.

## Œuvres

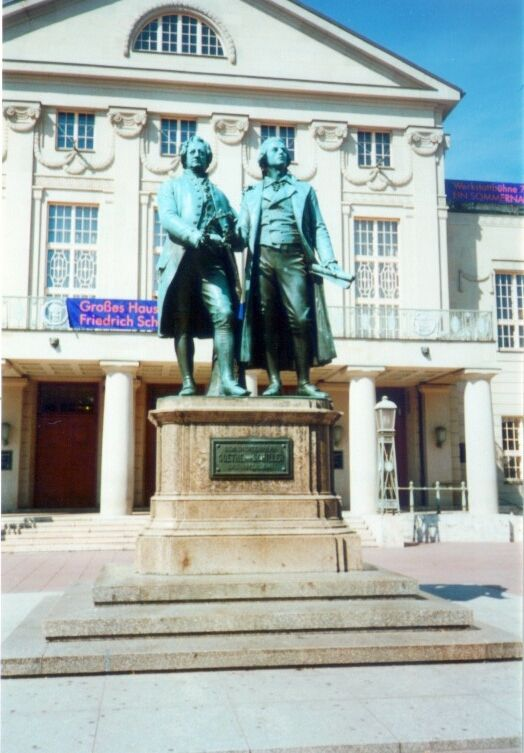
Monument en souvenir de Goethe et Schiller à Weimar.

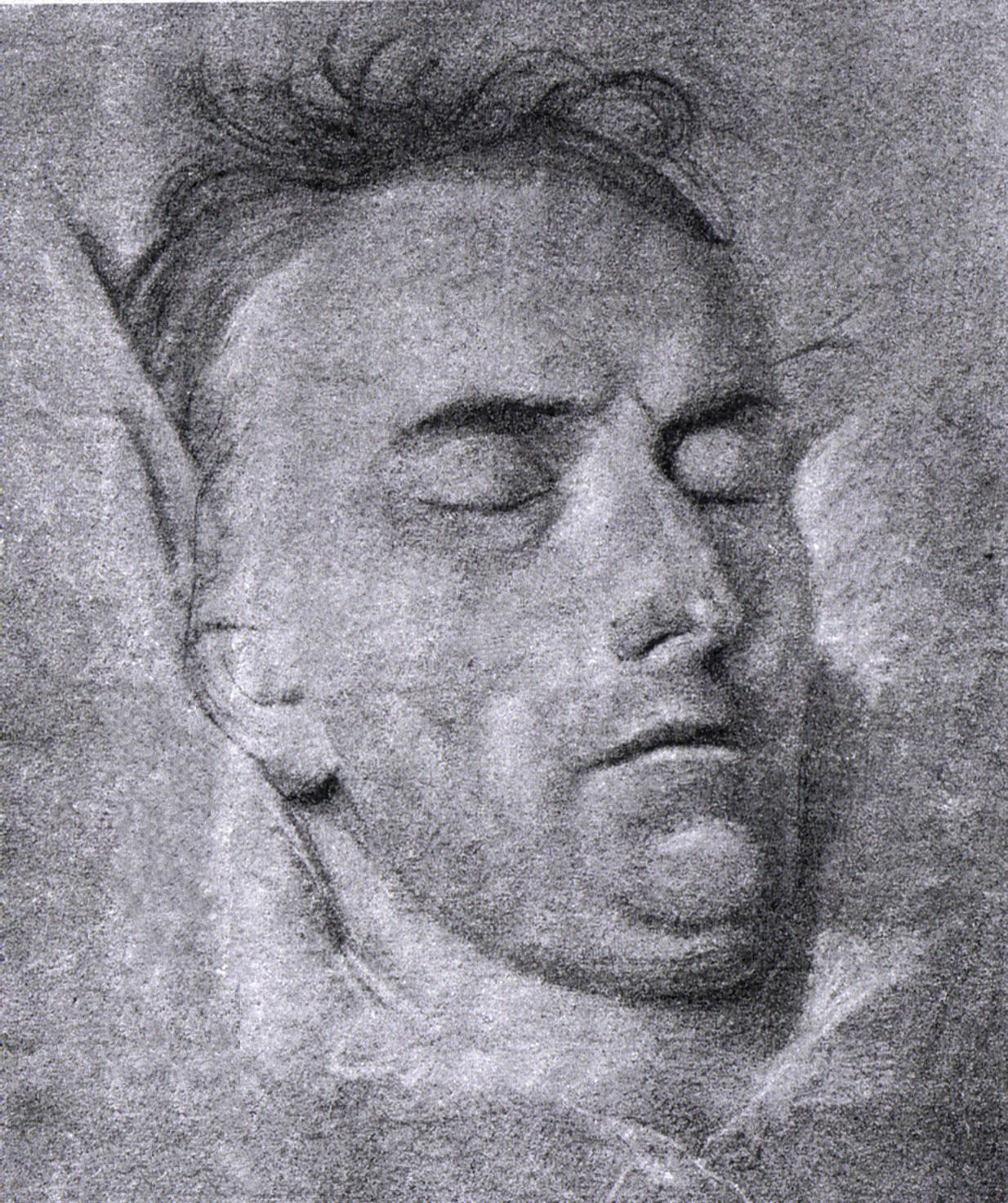
Schiller sur son lit de mort, par Ferdinand Jagemann.

### Poésie
- 1776 : Le Soir
- 1777 : Le Conquérant
- 1780 : Élégie sur la mort d’un adolescent
- 1782 : Anthologie
- 1785 : Ode an die Freude chantée dans le quatrième et dernier mouvement de la Symphonie n° 9 de Beethoven et devenue l'Hymne officiel de l'Union européenne (Hymne à la joie)
- 1786 : L'histoire du monde est le tribunal du monde
- 1788 : Les Dieux de la Grèce
- 1789 : Les Artistes
- 1795 : L’Image voilée de Saïs
- 1797 : Ballades, Xénies (écrit avec Goethe)
- 1799 : Les Mots de l’illusion parlant du Droit, du Bonheur et de la Vérité
- 1802 : Cassandre
- L’ancienne Pompéi est ressuscitée

### Essais

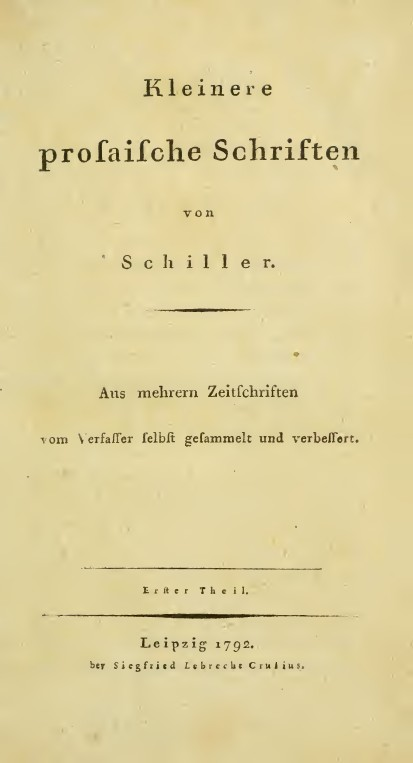
Kleinere prosaische Schriften. 1 (1792)

- 1777 : Sur les relations de la nature bestiale de l’homme avec sa nature mentale
- 1784 : Le Théâtre considéré comme une institution morale
- 1792 : De la cause du plaisir que nous prenons aux objets tragiques
- 1793 : Sur la grâce et la dignité, Fragment sur le sublime, Du pathétique
- 1794 : Sur l’éducation esthétique de l’homme (dans Lettres sur l'éducation esthétique de l'homme), Sur les limites du beau, Sur le danger des mœurs esthétiques et Sur l'utilité morale des mœurs esthétiques
- 1795 : Sur la poésie naïve et sentimentale
- 1797 : Sur la poésie épique et dramatique (écrit avec Goethe)
- 1798 : Du sublime

### Théâtre

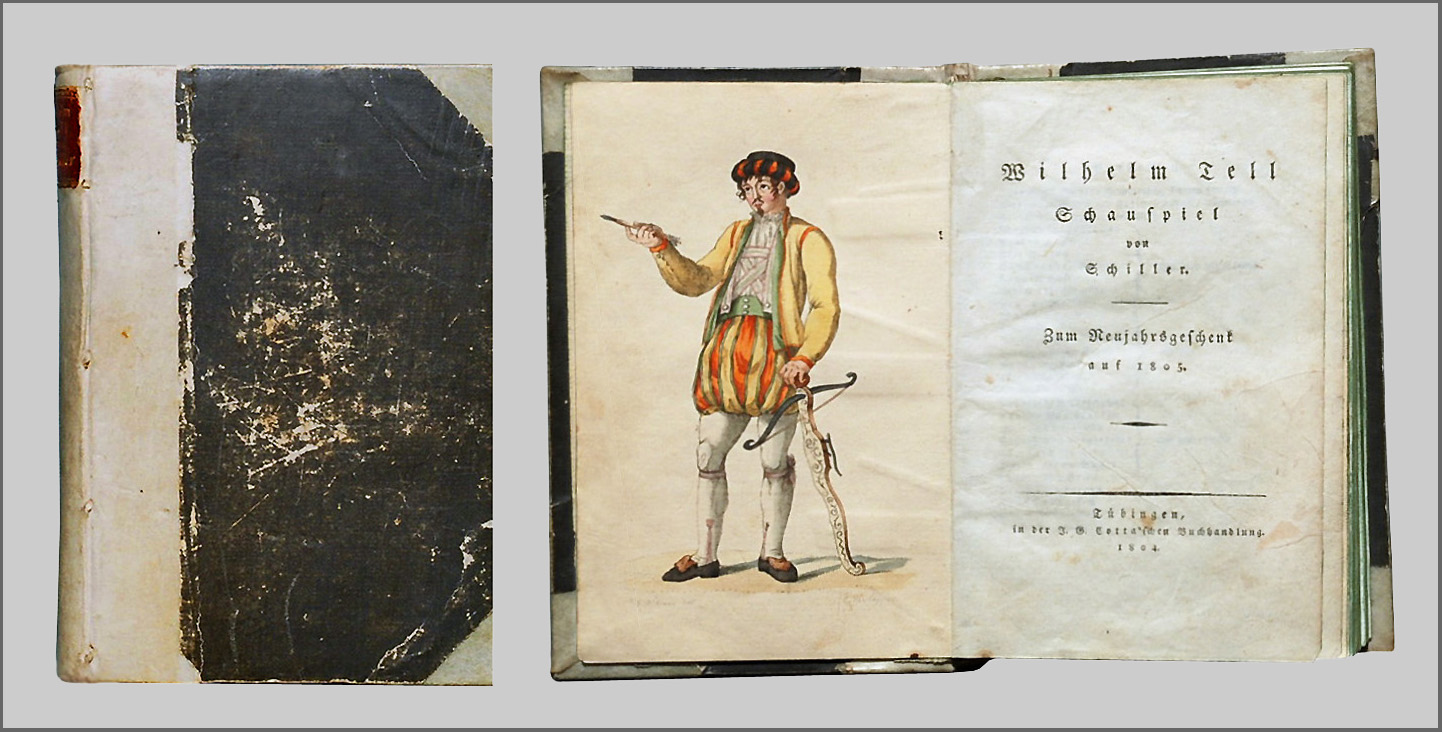
Édition originale de Guillaume Tell illustrée par Georg Melchior Kraus

- 1781 : Les Brigands (Die Räuber) qui inspira l’opéra I masnadieri de Giuseppe Verdi
- 1782 : La Conjuration de Fiesque de Gênes (Die Verschwörung des Fiesco zu Genua) qui inspira l'opéra Fiesque d’Édouard Lalo et le film muet italien La congiura dei Fieschi de Ugo Falena
- 1783 : Cabale et Amour ou Intrigue et Amour (Kabale und Liebe - Ein bürgerliches Trauerspiel) qui inspira l’opéra Luisa Miller de Giuseppe Verdi
- 1787 : Don Carlos (Don Karlos, Infant von Spanien) qui inspira l’opéra homonyme de Giuseppe Verdi
- 1797 : L’Almanach des Muses (Musenalmanach)
- 1799 : Wallenstein qui inspira l'œuvre symphonique homonyme de Vincent d'Indy
- 1800 : Marie Stuart (Maria Stuart) qui inspira l’opéra Maria Stuarda de Gaetano Donizetti
- 1801 : La Pucelle d'Orléans (Die Jungfrau von Orléans) qui inspira l’opéra Giovanna d'Arco de Giuseppe Verdi, l’opéra homonyme de Piotr Ilitch Tchaïkovski et le poème symphonique Jeanne d'Arc de Moritz Moszkowski.
- 1803 : La Fiancée de Messine (Die Braut von Messina)
- 1804 : Guillaume Tell (Wilhelm Tell) qui inspira l’opéra homonyme de Gioachino Rossini et le film muet italien Guglielmo Tell d'Ugo Falena
- 1805 : Démétrius (Demetrius) inachevé

### Traductions
- Macbeth de Shakespeare (1800)
- Phèdre de Racine
- Iphigénie à Aulis d’Euripide

### Récits
- 1786 : Le Criminel par infamie

### Histoire
- 1788 : Histoire de la révolte qui détacha les Pays-Bas de la domination espagnole
- 1789 : Qu’appelle-t-on histoire universelle, et pourquoi l’étudie-t-on ?
- 1790 : Histoire de la guerre de Trente Ans

### Correspondance
- Lettres à Körner, Guillaume de Humboldt, Goethe, etc.

## Œuvres traduites en français
- Le nécromancien, ou Le prince à Venise, mémoires du comte d'O***  traduit de Der Geisterseher (Aus den Memoiren des Grafen von O**) et terminé par Isabelle de Montolieu, 1811, Texte en ligne sur Wikisource
- Intrigue et amour (Über naive und sentimentalische Dichtung), trad. Alexandre Dumas, 1847
- Lettres sur l'éducation esthétique de l'homme(Briefe über die äesthetische Erziehung des Menschen), trad. Robert Leroux, 373 p., Éditions Aubier-Montaigne, 1992 •  (ISBN 978-2-70071-100-4)
- Correspondance Johann Wolfgang von Goethe-Friedrich von Schiller 1794/1805 (Tome 1-1794-1797), trad. Lucien Herr, 540 p., Gallimard, 1994 •  (ISBN 978-2-07073-400-9)
- Correspondance Johann Wolfgang von Goethe-Friedrich von Schiller 1794/1805 (Tome 2-1797-1805), trad. Lucien Herr, 600 p., Gallimard, 1994 •  (ISBN 978-2-07073-943-1)
- Don Carlos, trad. Sylvain Fort, coll. Scène ouverte, 288 p., éditions de L'Arche, 1997 •  (ISBN 978-2-85181-397-8)
- Marie Stuart (Maria Stuart), trad. Sylvain Fort, coll. Scène ouverte, 192 p., éditions de L'Arche, 1998 •  (ISBN 978-2-85181-417-3)
- Les Brigands (Die Rauber), trad. Sylvain Fort, coll. Scène ouverte, 180 p., éditions de L'Arche, 1998 •  (ISBN 978-2-85181-405-0)
- De la grâce et de la dignité (Über Anmut und Würde), trad. Constance Chastenet, coll. Savoirs : Lettres, 108 p., éditions Hermann, 1998 •  (ISBN 978-2-70566-371-1)
- De la grâce et de la dignité: De la cause du plaisir que nous prenons aux objets tragiques (Über Anmut und Würde), trad. A. Rénier, 108 p., éditions Sulliver, 1998 •  (ISBN 978-2-70566-371-1)
- Cabale et amour (Kabale und Liebe), trad. Sylvain Fort, coll. Scène ouverte, 160 p., éditions de L'Arche, 1999 •  (ISBN 978-2-85181-425-8)
- La Conjuration de Fiesco à Gênes (Die Verschworung des Fiesco zu Genua), trad. Gilles Darras, coll. Scène ouverte, 192 p., éditions de L'Arche, 2001 •  (ISBN 978-2-85181-487-6)
- Guillaume Tell (Wilhelm Tell), trad. Sylvain Fort, coll. Scène ouverte, 192 p., éditions de L'Arche, 2002 •  (ISBN 978-2-85181-529-3)
- De la poésie naïve et sentimentale (Über naive und sentimentalische Dichtung), trad. Sylvain Fort, coll. Tête à tête, 128 p., éditions de L'Arche, 2002 •  (ISBN 978-2-85181-513-2)
- Wallenstein, trad. Gilles Darras, coll. Scène ouverte, 336 p., éditions de L'Arche, 2005 •  (ISBN 978-2-85181-566-8)
- La Pucelle d'Orléans (Die Jungfrau von Orléans), trad. Brice Germain Fort, coll. Scène ouverte, 160 p., éditions de L'Arche, 2011 •  (ISBN 978-2-85181-739-6)
- Intrigue et amour, trad. Marion Bernede et Yves Beaunesne, coll. Scène ouverte, 160 p., éditions de L'Arche, 2015 •  (ISBN 978-2-85181-868-3)
- Lettres sur l'éducation esthétique de l'homme(Briefe über die äesthetische Erziehung des Menschen), trad. Adolphe Régnier, 53 p., Éditions Croisées, 2020 •  (ISBN 979-8-67369-452-7)

## Réception
Les problèmes que traite l’œuvre de Schiller, qu’ils soient politiques, éthiques ou tout simplement esthétiques, ont contribué de façon majeure à l’avancée des idées à la fin du XVIIIe siècle. Plus encore que Goethe, il a influencé le romantisme allemand. Dans les dernières années de sa vie, Schiller a voulu doter l’Allemagne d’un « classicisme » qu’elle n’avait pas connu. Il traduit la Phèdre de Racine pour Weimar, et emprunte des méthodes dramatiques à la tragédie grecque. D’où son double statut de classique et de romantique, et sa place centrale dans la littérature allemande et européenne.
Parmi les grands admirateurs de Schiller, on trouve Dostoïevski mais aussi Beethoven, Verdi, Thomas Mann, Tourgueniev ainsi que Victor Hugo.

## Citations
- « Contre la stupidité, les dieux eux-mêmes luttent en vain. » dans Die Jungfrau von Orléans (1801)
- « Les grands arrêteront de dominer quand les petits arrêteront de ramper »[réf. nécessaire]

## Filmographie
Films mettant en scène Friedrich Schiller
- 1940 : Friedrich Schiller - Le triomphe d'un génie, film d'Herbert Maisch, avec Horst Caspar.
- 2014 : Les sœurs aimées, film de Dominik Graf avec Florian Steter, Maja Maranow, Claudia Messner et Andreas Pietschmann.

Adaptations des œuvres de Schiller au cinéma